# Lydia Bob Scott
Lydia "Lyddie" Bob Scott est un personnage fictif de la série télévisée Les Frères Scott.
Lydia est le second enfant de Nathan Scott et d'Haley James Scott ainsi que la petite sœur de James Lucas Scott. Elle est née le 19 avril 2014 à Tree Hill, en Caroline du Nord.
Elle a été nommée d'après sa grand-mère maternelle, Lydia, qui est morte d'un cancer du pancréas, un an avant sa naissance.

Elle a également le même second prénom que sa mère, Bob (Bob était le nom du chat des parents de sa mère, Haley, donc de ses grands-parents maternels).

« Brooke, je te présente Lydia Bob Scott. Lydia, je te présente une personne que tu vas beaucoup aimer, ta tante Brooke. »

— Haley James Scott (saison 8, épisode 18)

## Historique

### Saison 7
Lydia n'est pas encore née dans cette saison. Cependant, sa grand-mère maternelle meurt d'un cancer du pancréas dans cette saison, ce qui laisse sa mère et ses tantes dévastées. Haley tombe par la suite dans une profonde dépression. Pendant ce temps, Jamie dit à Nathan qu'il aimerait avoir un frère ou une sœur si Nathan et Haley pensaient à avoir un deuxième enfant. Nathan ressent, également, l'envie d'avoir un deuxième enfant. Quelques mois plus tard, après le voyage en Utah pour la première du film de Julian Baker, Haley découvre qu'elle est enceinte, ce qui rend Nathan fou de joie. Cette deuxième grossesse permet à Haley de surmonter sa dépression.

### Saison 8
Au début de la saison 8, Haley est enceinte de Lydia et se retrouve à gérer l'éducation de son fils, Jamie, qui pose de plus en plus de questions ainsi que sa carrière musicale car Nathan prépare son retour dans la NBA. Mais il décide, à cause de ses problèmes de dos et parce qu'il sera père d'un second enfant, de quitter la NBA pour devenir un agent sportif et décrochera rapidement son premier contrat avec un joueur de football américain d'Atlanta prénommé Troy Jameson. Haley, pendant ce temps, s'occupe toujours de son label, " Red Bedroom Records " avec la chanteuse Mia Catalano. Par la suite, Haley deviendra bénévole pour un centre d'aide pour la dépression et tombera sur une chanteuse, appélée Erin Macree, qui lui plaira et qu'elle signera pour son label. Quelques mois après la naissance de Lydia, Haley rouvrira avec Brooke, le " Karen's Cafe ". Jamie, son grand frère, lui écrira un livre. Son parrain est Clay Evans (son oncle par alliance) et sa marraine est sa tante Quinn James.

### Saison 9
Au début de la saison 9, on apprend par Haley que Lydia fait enfin ses nuits. Nathan n'est pas souvent à la maison avec eux car il est en déplacements professionnels et Haley est très occupée avec le " Karen's Cafe " et le label, si bien qu'elle embauche Chris Keller pour qu'il dirige " Red Bedroom Records " à sa place. Lydia passe beaucoup de temps avec sa tante et son oncle, Quinn et Clay, dans cette saison. Puis, peu de temps après, son grand-père Dan viendra vivre chez eux, malgré le désaccord de son père, Nathan. Lydia fera ses premiers pas dans cette saison sous les yeux de sa mère. Quelques semaines après, Nathan se fera enlever. Haley appellera donc son oncle, Lucas Scott, pour qu'il emmène Jamie et Lydia chez lui à Rome, le temps que Nathan soit retrouvé. Là-bas, Lydia y verra sa tante Peyton et sa cousine Sawyer Scott. Puis, elle reviendra avec son grand-frère, à Tree Hill en Caroline du Nord, une fois leur père retrouvé.

## Présent
Lydia Scott vit toujours à Tree Hill, en Caroline du Nord avec ses parents, Nathan et Haley Scott, et son grand-frère, James Lucas Scott.